# Riksväg 92, Estland
Riksväg 92 är en primär riksväg i Estland. Vägen är 123 kilometer lång och går mellan Riksväg 2 (Europaväg 263) vid staden Tartu och Riksväg 6 vid staden Kilingi-Nõmme.
Vägen ansluter till:
- Riksväg 2/Europaväg 263 (i Tartu)
- Riksväg 47 (vid Väike-Rakke)
- Riksväg 52 (vid Viiratsi)
- Riksväg 51 (i Viljandi)
- Riksväg 50 (i Viljandi)
- Riksväg 49 (vid Viljandi)
- Riksväg 6 (vid Kilingi-Nõmme)

## Galleri

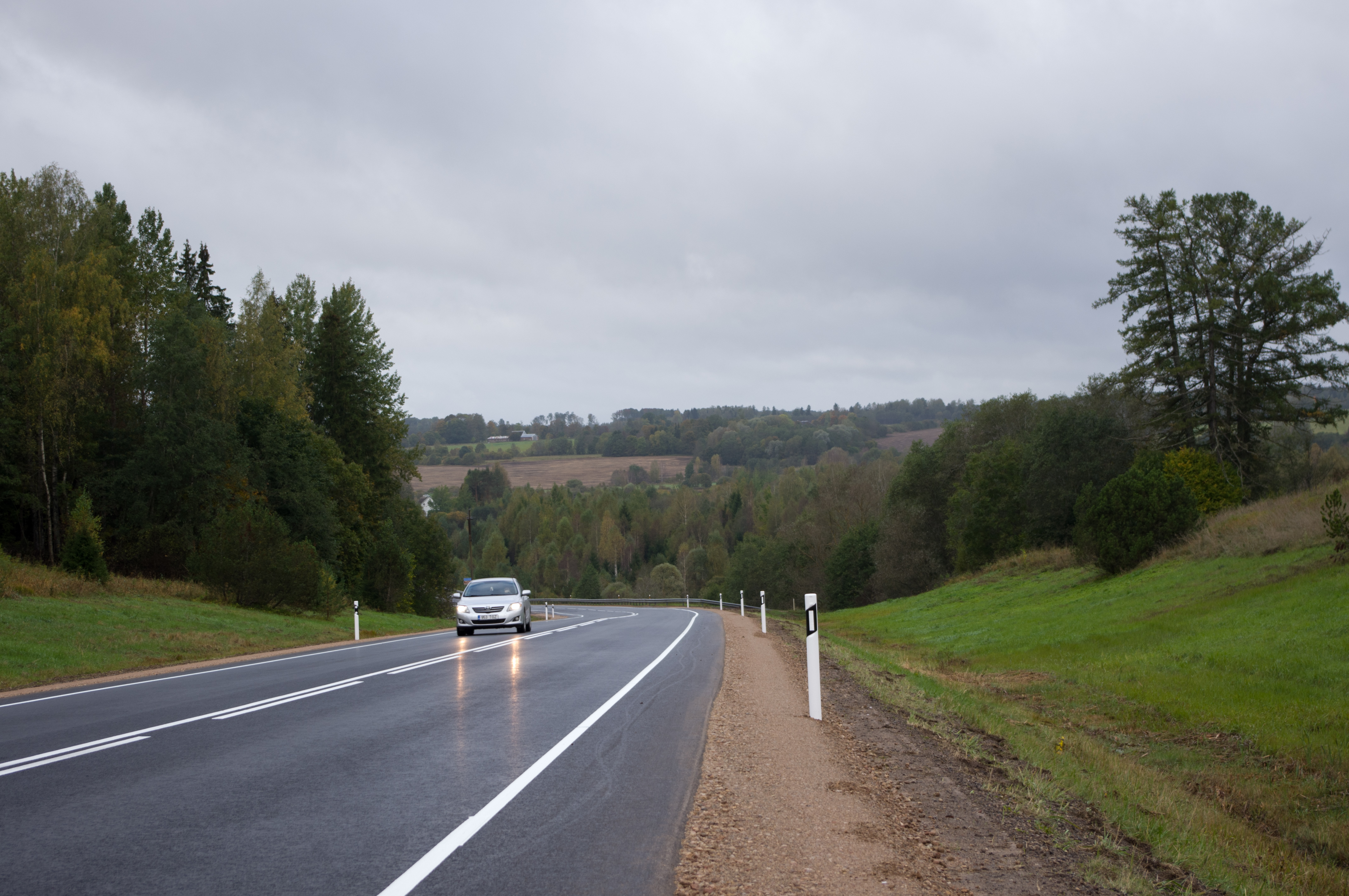
Riksväg 92 vid Päri.
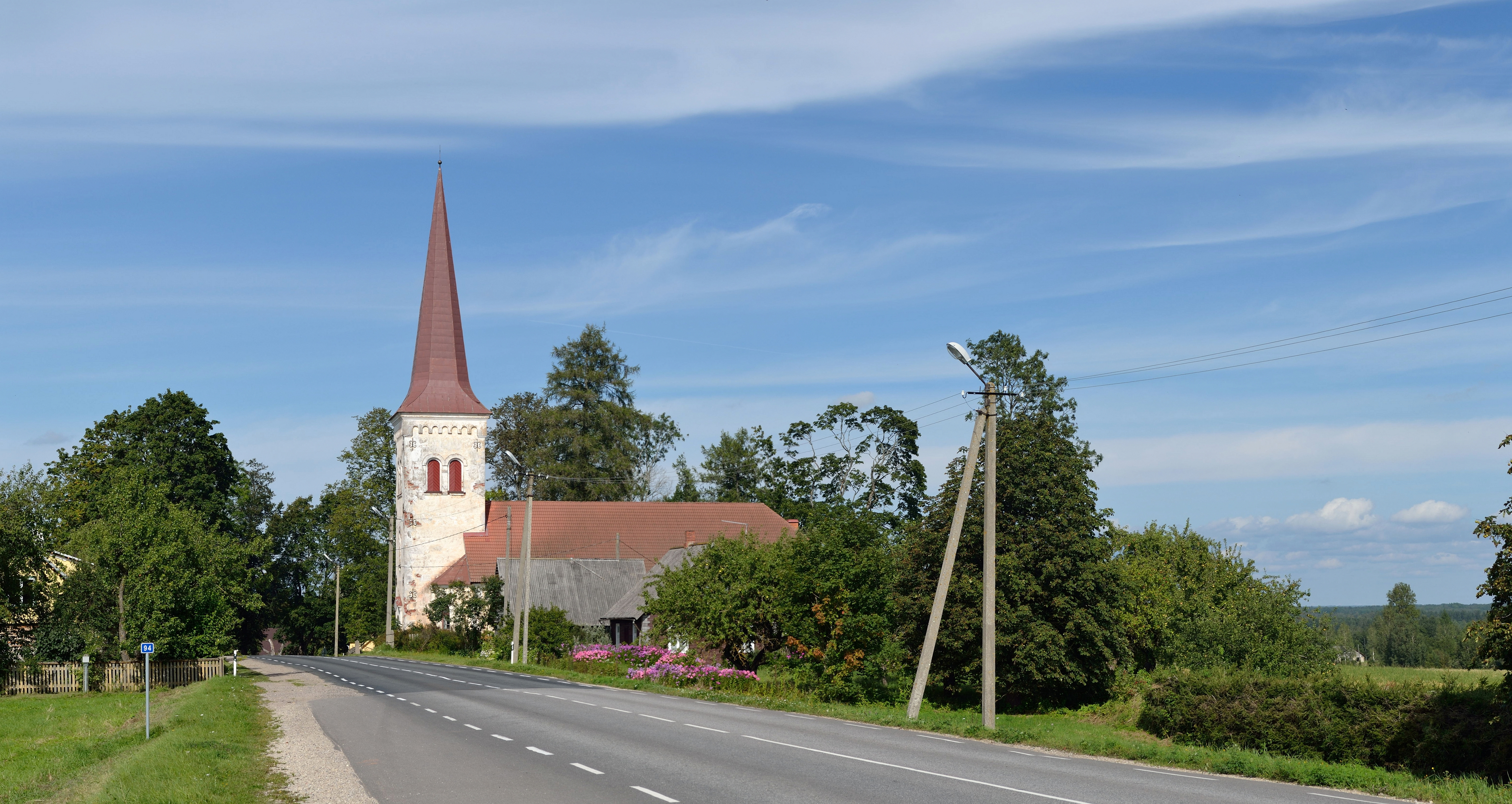
Riksväg 92 vid Kõpu.
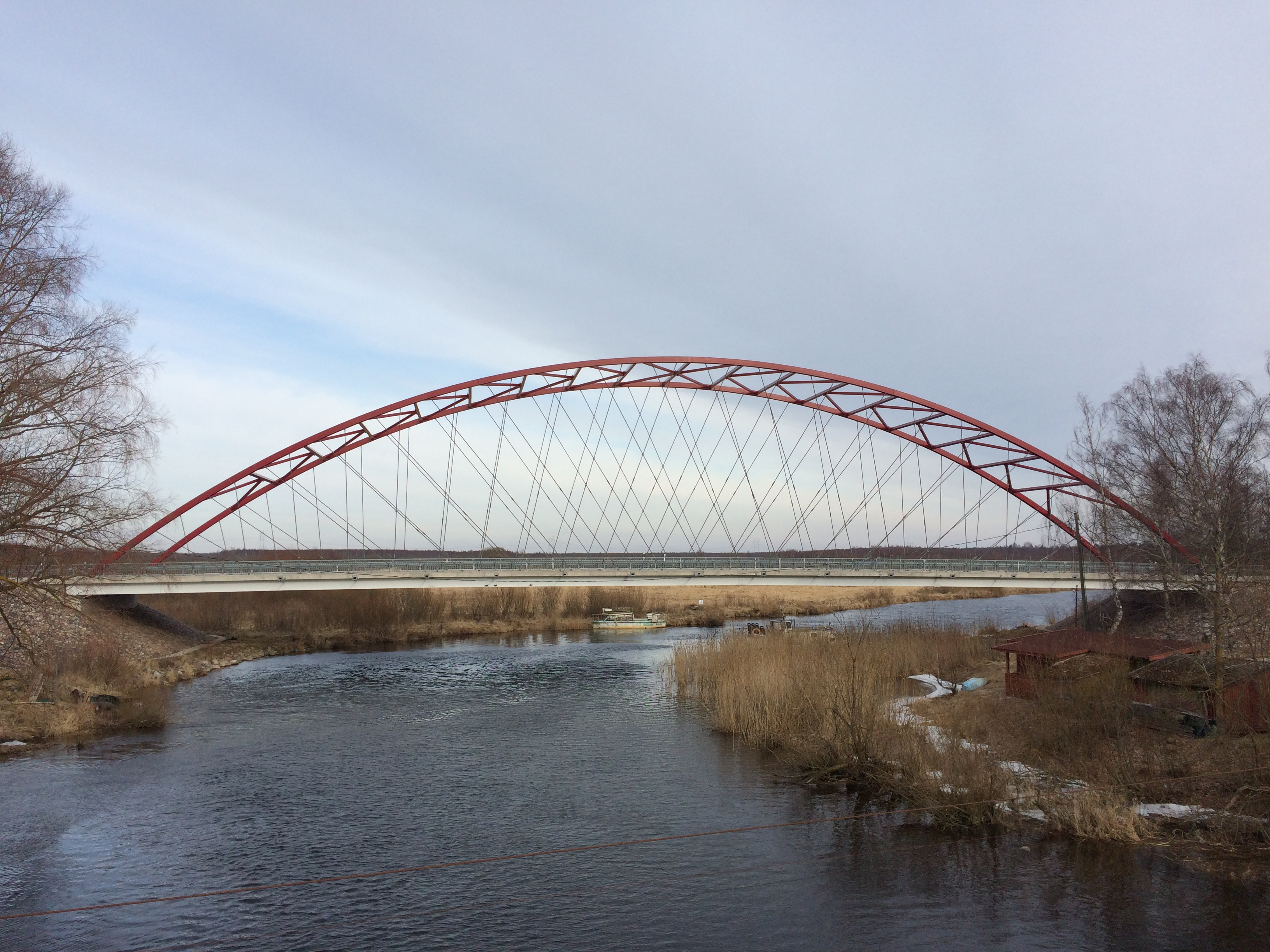
Jõesuu bro över Emajõgi.